# Битка при Харама
Битката при Харама е опит на националистите на генерал Франсиско Франко да изместят републиканските линии по поречието на река Харама, на изток от Мадрид, по време на Гражданската война в Испания.
Елитни испански легионери и марокански редовни войници от армията на Африка изтласкват Републиканската централна армия, включително интернационалните бригади, но след дни на ожесточени битки не е постигнат пробив. Републиканските контраатаки по превзетата територия също се провалят, което води до тежки жертви и от двете страни.

## Битката
До февруари 1937 г., в резултат на продължаващата гражданска война в Испания и отбраната на Мадрид, враждуващите страни достигат известен паритет, осъзнавайки, че войната ще бъде много дълга. При тези условия бунтовническото командване на генерал Франко решава да нанесе удар на 30 км южно от Мадрид, да пресече магистралата Мадрид-Валенсия и да обсади столицата, надявайки се, че Мадрид няма да може да устои дълго време. Основната задача на републиканското командване е да предотврати атаката на врага срещу Мадрид и да го победи, преди той да може да предприеме своята операция.
Плановете на републиканците започват да се разработват още през декември 1936 г., като в крайна сметка стават известни на националистите. Следователно основният удар по плана е нанесен от изток от река Харама в тила на основната вражеска позиция близо до Мадрид. Още в първите дни на боевете е планирано да се прекъсне магистралата до Толедо. По-нататъшна офанзива трябва да се развие срещу Хетафе-Алкоркон и Брунете. Командирът на Централния фронт генерал Посас трябва да ръководи битката. Негов съветник е "генерал Купър" - съветският командир Григорий Кулик. Операцията се подготвя бавно, затруднена от железопътните линии и бавното развитие на съветските оръжия от новобранци, както и известна небрежност. Освен това системата за командване и управление на войските е организирана неправилно. В резултат на това, съдбата на републиканското настъпление не е решена от военното командване на републиката, а от националистите, които познават детайлите на плана и предприемат превантивни действия.
Битката започва на сутринта на 6 февруари 1937 г. с удар на националистическите сили на Франко.
По време на военните действия пряко участва 1-ва бронетанкова бригада на Републиката, чийто гръбнак са войниците от 4-та механизирана бригада от Бобруйск. Командването на група съветски танкисти се извършва от командира на бригадата Дмитрий Павлов.
Боевете с променлив успех продължават до 27 февруари, когато и двете страни се изчерпват. Основният резултат от битката е провалът на третата кампания срещу Мадрид. Националистите така и не успяват да обсадят Мадрид, но единствената магистрала, свързваща столицата с останалата част от републиката, е обстрелвана от тяхната артилерия. След резултатите от битката републиканците правят някои организационни заключения, по-специално генерал Посас е отстранен от поста си и генерал Хосе Миаха е назначен на мястото на командир на Централния фронт.